# Першин, Михаил Александрович
Михаил Александрович Першин (род. 19 октября 1989, Караганда) — казахстанский футболист, игрок в мини-футбол, защитник мини-футбольной команды «Сала» и сборной Казахстана.

## Карьера
Михаил — сын известного карагандинского футболиста Александра Першина. С девяти лет играл в футбол в системе «Шахтёра» у Владимира Сушкова. В 11 лет перешёл в мини-футбол, начав тренироваться в «Тулпаре» у Евгения Михайловича Ставило.
В 2008 году привлекался в молодёжную сборную Казахстана на первый чемпионат Европы. С 2009 года играет в основной команде. Серебряный призёр чемпионатов Казахстана 2010, 2011, 2012, 2013, 2014 и 2015 годов. Обладатель бронзы чемпионата Казахстана 2008 года. Обладатель Кубка Казахстана 2011 и 2012 годов.
В 2015 году перешёл в «Кайрат». В сезоне 2015/16 стал чемпионом страны и обладателем Кубка Казахстана, а также бронзовым призёром чемпионата Европы в составе сборной.